# Список мэров Детройта
Это список мэров Детройта, штата Мичиган, США с 1806 года по настоящее время.

## История
Местное самоуправление в Детройте впервые создано в 1802 году, с обретением статуса города (англ. town}. После пожара 1805 года, уничтожившего практически весь Детройт, губернатор Уильям Халл и судья Огастес Вудворуд приняли решение создать новое правительство во главе с мэром. В следующем году новую должность получил Соломон Сибли, однако из-за позиции губернатора и судьи, контролировавших фактически всю власть, быстро подал в отставку. На его место был назначен Элайджа Браш, также осознавший своё бессилие на этом посту и подавший в отставку. В 1809 году закон, по которому появилась должность мэра был отменён. До конца англо-американской войны в городе вообще не было ни мэра, ни совета попечителей.
Законодательный акт 1815 года положил конец правлению Халла и Вудворда, и через Попечительский совет вернул власть жителям Детройта. В октябре того же года, Соломон Сибли избран первым председателем совета.
В 1824 году Джон Уильямс составил новый устав города, в котором вновь появилась должность мэра, однако на этот раз с бо́льшими полномочиями. С 1824 по 1857 года срок полномочий мэра составлял один год, с 1858 по 1953 года — два года, а после 1953 года мэр Детройта избирается на 4 года.
С 1915 года все выборы мэра Детройта проводятся на беспартийной основе, на избирательных бюллетенях политическая партия не указывается.

## Мэры Детройта
Занимавшие должность мэра Детройта в 1805—1809 годах:
| № | Фото | Имя           | Период | Партия | Партия          | Примечания |
| - | ---- | ------------- | ------ | ------ | --------------- | --- |
| 1 |      | Соломон Сибли | 1806   |        | Демократическая | Соломон Сибли в 1806 году написал первый устав Детройта и стал его первым мэром. Подал в отставку из-за бессилия офиса мэра перед властью губернатора Халла и судьи Вудворда. |
| 2 |      | Элайджа Браш  | 1806   |        |                 | Элайджа Браш был назначен мэром после Сибли, однако, как и его предшественник вскоре подал в отставку.                                                                        |

Занимавшие должность мэра Детройта с 1824 года:
| №  | Фото | Имя                        | Период    | Партия | Партия          | Примечание |
| -- | ---- | -------------------------- | --------- | ------ | --------------- | --- |
| 1  |      | Джон Уильямс               | 1824—1825 |        | Демократическая | Джон Уильямс написал новый устав города и стал первым мэром восстановленной должности. В 1830 году он избран на второй срок, в 1844 году — на третий. Также был успешным предпринимателем и входил в совет попечителей Мичиганского университета. |
| 2  |      | Генри Джексон Хант         | 1826      |        | Демократическая | Умер при исполнении служебных обязанностей 15 сентября 1826 года. |
| 3  |      | Кирсли Джонатан            | 1826      |        | Демократическая | Кирсли был назначен заместить Генри Ханта, после его смерти. |
| 4  |      | Джон Биддл                 | 1827—1828 |        | Вигов           | Служил в армии во время Англо-американкой войны, был членом Палаты представителей США от Территории Мичиган в 1829—1831 годах. |
| 5  |      | Кирсли Джонатан            | 1829      |        | Демократическая | Избран на второй срок, первый — в 1826 году. |
| 6  |      | Джон Уильямс               | 1830      |        | Демократическая | Первый мэр Детройта по новому уставу города с 1824 года. Избран на второй срок. |
| 7  |      | Маршалл Чапин              | 1831      |        | Вигов           | Чапин, будучи медиком, открыл в 1819 году в Детройте первую аптеку, просуществовавшую до 1880-х годов. Становился мэром дважды (второй срок в 1833 году), а во время эпидемий холеры в 1832 и 1834 годах был назначен городским врачом.           |
| 8  |      | Леви Кук                   | 1832      |        | Вигов           | Леви Кук работал в различных должностях в правительстве Детройта и Мичигана, в том числе казначеем Территории Мичиган и мэром Детройта в 1832, 1835 и 1836 годах.                                                                                 |
| 9  |      | Маршалл Чапин              | 1833      |        | Вигов           | Избран на второй срок, первый — в 1831 году. |
| 10 |      | Чарльз Кристофер Троубридж | 1834      |        | Вигов           | Троубридж стал мэром Детройта в период эпидемии холеры, и вскоре после своего назначения подал в отставку. В 1837 году он выступил кандидатом от вигов в губернаторы штата Мичиган, но на выборах потерпел поражение.                             |